# Lenny Fontana

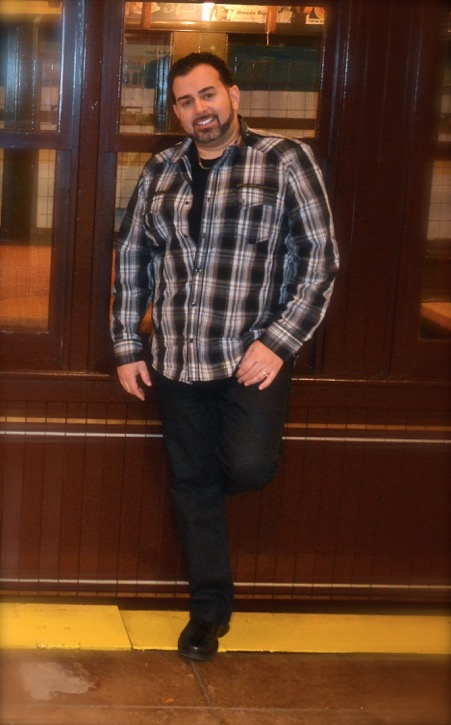
Lenny Fontana, 2017

Lenny Fontana (* 21. September 1968 in New York City) ist ein House-DJ. Fontana ist auch als DJ Lenny Fontana oder unter dem Pseudonym „Powerhouse“ gelistet.

## Leben
Lenny Fontana begann in den 1980er-Jahren mit dem Auflegen. Seinen ersten großen Erfolg hatte er im Jahr 1996 mit dem Titel A Mystical Journey, der bis auf Platz 30 des US Billboard Hot Dance Club stieg.
1991 schloss Fontana einen ersten Plattenvertrag bei 50/50 Records ab. 1999 gelang ihm mit dem Produktionsteam „Powerhouse“ (Lenny Fontana & Duane Harden) ein Nr.-1-Hit in den USA. Der Song erreichte auch Platz 13 der britischen Charts. Im Jahr 2000 erreichte Fontana erneut einen Platz 39 in den britischen Charts mit Chocolate Sensation (featuring DJ Shorty).
2008 folgte in Zusammenarbeit mit dem britischen Produzenten Ridney und der Sängerin Larisa der Track Wait 4 U, der in Heidi Klums Sendung Germany’s Next Topmodel 2008 verwendet wurde. In Zusammenarbeit mit dem Produzenten Jean Claude Ades (JCA) und der Sängerin Tyra erschien 2009 die Single Nite Time, die auf Youtube über 1,5 Millionen Zugriffe hatte. 2010 arbeitete Lenny Fontana im bekannten Space Club Ibiza Resident (Café Olé).  2011 folgte eine Reportage mit bisher unveröffentlichten Interviews und Live-Mitschnitten A Tribute To Larry Levan @ BBC 6 von Larry Levan.
Es folgte eine Tour durch Europa und Asien mit Clubs wie Cookies (Berlin), Jaeger (Oslo), Fabric (London), Eleven (Tokio) und Bassment (Asahikawa).
2013 gründete Lenny Fontana das Label Karmic Power Records. Seit 2020 veröffentlicht er unter dem Titel True House Stories Interviews als Podcasts, unter anderem mit Carl Cox, DJ Sneak, Little Louie Vega, David Morales, Marshall Jefferson, Norman Jay (MBE), Michael Gray.

## Diskografie
Singles (Auswahl)
| Jahr | Künstler/Titel                                                                        | Label                                                        |
| ---- | ------------------------------------------------------------------------------------- | ------------------------------------------------------------ |
| 2021 | Lenny Fontana - Turn the Horn Upside Down                                             | Karmic Power Records                                         |
| 2020 | Lenny Fontana & Black Sun - Spread Love (The Remixes)                                 | Skint Records                                                |
| 2019 | Chris Willis & Lenny Fontana - Top Of The World                                       | Double Up Records / Karmic Power Records                     |
| 2019 | Lenny Fontana & DJ Alexia - Love Disco                                                | Karmic Power Records                                         |
| 2018 | Lenny Fontana & Shirley Lites - Fire (Dr Packer Remixes)                              | Midnight Riot Records / Karmic Power Records                 |
| 2018 | Lenny Fontana & Shirley Lites - Fire                                                  | Karmic Power Records                                         |
| 2018 | Lenny Fontana & Alison Limerick - Bye Bye                                             | Karmic Power Records                                         |
| 2017 | Lenny Fontana Pres. The Starletts - On His Mind                                       | Karmic Power Records                                         |
| 2017 | Lenny Fontana & Reuben Keeney - Larry                                                 | Freakin909                                                   |
| 2016 | Lenny Fontana & D-Train - When You Feel What Love Has                                 | Karmic Power Records                                         |
| 2016 | Lenny Fontana feat. Karla Brown - I´m Gonna Get You                                   | Karmic Power Records                                         |
| 2015 | Lenny Fontana - Twilight                                                              | Soulful Legends                                              |
| 2015 | Lenny Fontana - Bump                                                                  | Good For You Records                                         |
| 2015 | Lenny Fontana feat. Tommy Rando - Hope For The World                                  | Karmic Power Records                                         |
| 2015 | Lenny Fontana feat. Paula P´Cay - On My Own                                           | Karmic Power Records                                         |
| 2015 | Lenny Fontana & D-Train - Raise Your Hands                                            | Karmic Power Records // RFC Records                          |
| 2015 | Lenny Fontana - Chocolate Sensation                                                   | CR2 // Karmic Power Records                                  |
| 2015 | Lenny Fontana - I Get A Good Feeling                                                  | Karmic Power Records                                         |
| 2014 | Lenny Fontana & Marcus Knight feat. Carole Sylvan - I´m So High                       | Karmic Power Records                                         |
| 2014 | Lenny Fontana - Feel It                                                               | Karmic Power Records                                         |
| 2014 | Lenny Fontana & Lorenzo Perrotta - You Got The Feeling                                | Karmic Power Records                                         |
| 2014 | Lenny Fontana - Believe                                                               | Nervous Records / Karmic Power Records                       |
| 2014 | Lenny Fontana - Wickey                                                                | Karmic Power Records                                         |
| 2014 | Lenny Fontana - Pay The Price                                                         | Karmic Power Records                                         |
| 2014 | Lenny Fontana feat. Keva The Diva - I Don´t Want You Back                             | Vamos Music // Karmic Power Records                          |
| 2014 | Lenny Fontana - We The People                                                         | Karmic Power Records                                         |
| 2013 | Lenny Fontana - Everybody Put Your Hands Up                                           | Karmic Power Records                                         |
| 2013 | Lenny Fontana pres. Dee Wiz & Universal Sounds Band - Music Makes You Wanna           | Karmic Power Records                                         |
| 2011 | Lenny Fontana & D Train - Invincible                                                  | Caus-N-ff-ct                                                 |
| 2010 | Lenny Fontana & Revi - Gone                                                           | Caus-N-ff-ct                                                 |
| 2009 | Jean Claude Ades vs. Lenny Fontana feat. Tyra - Nite Time                             | Swing/CR2                                                    |
| 2009 | James Talk & Ridney feat. Lenny Fontana & Jason Walker - What You Need                | CR2                                                          |
| 2008 | Lenny Fontana & Ridney pres. Larisa - Wait 4 U                                        | Ministry of Sound/Hard2Beat Records/Net's Work International |
| 2008 | Lenny Fontana Feat. Carla Prather - One Day                                           | Reelhouse / Odyssey Records                                  |
| 2007 | Lenny Fontana - Beat This                                                             | Odyssey Records                                              |
| 2006 | Lenny Fontana & Joi Cardwell - Make It Alright                                        | Stalwart                                                     |
| 2005 | Lenny Fontana pres. Octahvia - The Way                                                | Defected                                                     |
| 2005 | Lenny Fontana Pres. Byron Stingily - I'll Give You                                    | Odyssey Records                                              |
| 2004 | Lenny Fontana Pres. Zhana - Are You Ready?                                            | Odyssey Records                                              |
| 2004 | Lenny Fontana Pres. Cassioware - You're So Beautiful                                  | Odyssey Records                                              |
| 2004 | Lenny Fontana Feat. Leee John - Could Have Been You                                   | Reelhouse                                                    |
| 2003 | Lenny Fontana Pres. Carole Sylvan - Everybody Say Yeah                                | Odyssey Records                                              |
| 2002 | Lenny Fontana Pres. Byron Stingily - Light My Fire                                    | Reelhouse / Odyssey Records                                  |
| 2002 | Lenny Fontana Pres. Darryl D'Bonneau – Can We Do It                                   | Odyssey Records                                              |
| 2001 | Lenny Fontana feat. Darryl D'Bonneau - Pow Pow Pow                                    | Strictly Rhythm                                              |
| 2000 | Lenny Fontana Presents Black Sun - Work To Do                                         | Estereo                                                      |
| 1999 | Powerhouse feat. Duane Harden - What You Need                                         | Strictly Rhythm                                              |
| 1999 | Lenny Fontana & DJ Shorty - Chocolate Sensation                                       | FFRR                                                         |
| 1999 | Lenny Fontana Pres. The Exclusive Club Feat. Freddy Turner - Thinkin' About Your Love | Distance                                                     |
| 1999 | Lenny Fontana Presents Liquid Women - Come And Go With Me                             | Slip 'n' Slide                                               |
| 1999 | Lenny Fontana Presents Freeman - Time To Get Down                                     | Perception Records                                           |
| 1998 | Lenny Fontana pres. Lifeline - Stompin In America                                     | Azuli Records                                                |
| 1998 | Lenny Fontana pres. Black Sun – Spread Love                                           | Estereo                                                      |
| 1998 | Lenny Fontana Presents Andricka Hall - I'll Give You Love                             | SoulShine Recordings                                         |
| 1998 | Lenny Fontana Presents Eastside Movement - Touch The Groove                           | Nite Grooves                                                 |
| 1997 | Lenny Fontana Presents Harvest - Spirit Of The Sun                                    | Public Demand                                                |
| 1997 | Lenny Fontana Presents The Family Affair - Crystal World                              | Soundmen On Wax                                              |
| 1996 | Lenny Fontana pres. Carole Sylvan - Everything You Do                                 | Kult                                                         |
| 1996 | Lenny Fontana Pres. The Fontana Sextet Feat. Angee Blake – Reach For The Sky          | Centrestage Records                                          |
| 1996 | Lenny Fontana Presents Galaxy People - A Mystical Journey                             | Clear Music NYC                                              |
| 1995 | Lenny Fontana - Get Down And Get Funky                                                | Waako Records                                                |
| 1993 | Lenny Fontana - A Day In May                                                          | 50/50 Records                                                |

## Labels
(Auswahl)
- Karmic Power Records
- Strictly Rhythm
- Kult Records
- Defected
- Public Demand
- Ministry of Sound
- Caus-N-ff-ct
- Azuli Records
- Nervous Records

## Singles in den Charts
- Lenny Fontana feat. D-Train - Raise Your Hands (DMC Buzz Charts #17) // (Music Week UK #3)
- Lenny Fontana - Chocolate Sensation (Music Weeks UK #21)
- Lenny Fontana feat. D-Train - Raise Your Hands (Music Weeks UK #13)
- Lenny Fontana feat. Keva The Diva - I Don´t Want You Back (Cool Cuts - Music Week # 19, DDC #38)
- Lenny Fontana - Everybody Put Your Hands Up (Swiss-SDC #21, UK-BDC #20)
- Powerhouse - What You Need (US#1, UK #13)
- Lenny Fontana feat. DJ Shorty - Chocolate Sensation (UK #39)